# Marie Cahill

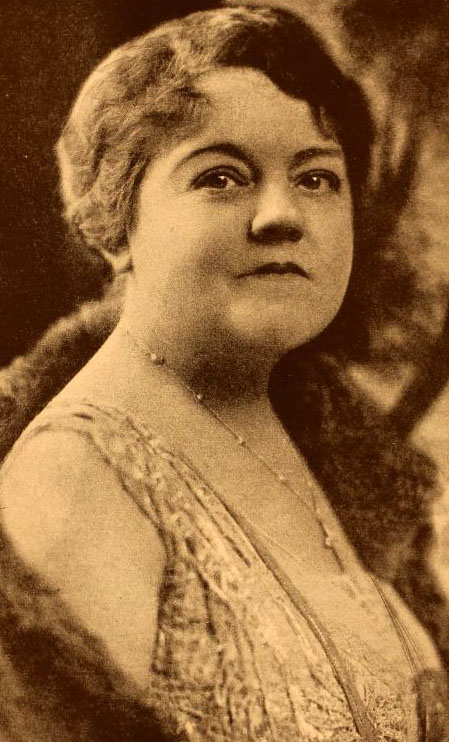
Marie Cahill en 1917

Marie Cahill (Brooklyn, Nueva York, 29 de diciembre de 1866 - Nueva York, 23 de agosto de 1933) fue una cantante y actriz teatral y cinematográfica estadounidense. 

## Biografía

### Inicios
Nacida en Brooklyn, Nueva York, sus padres eran los inmigrantes irlandeses Richard Cahill y Mary Groegen. Ella tenía un hermano mayor, Richard. Tanto su padre como su hermano dirigían un negocio de fabricación de cepillos.

Marie inició su carrera a finales de los años 1880, primero en su natal Brooklyn, actuando después en el circuito de Broadway. En 1902, en el show Sally In Our Alley, ella interpretó la canción Under The Bamboo Tree, de J. Rosamond Johnson y Robert Cole, la cual pasó a ser su lema musical personal, y una de las canciones de mayor fama de la época. Ese mismo año, en el musical The Wild Rose, estrenó otro éxito, la canción Nancy Brown, de Clifton Crawford. En 1903 la fama de la canción propició un musical propio, que fue el papel favorito de Cahill. Oronda y graciosa, además de cantante, se presentaba como una conversadora, en un estilo que anticipaba el que más tarde utilizó Gracie Allen.

### Cine y otros medios
Cahill grabó su voz y sus números en varias sesiones llevadas a cabo entre los años 1917 y 1924. También grabó su lema musical, Under The Bamboo Tree, en 1902. En 1915 Cahill actuó en su primer film mudo, Judy Forgot, basado en su comedia musical del mismo título representada en Broadway en la temporada de 1911. En 1917 rodó otras tres películas mudas, Gladys' Day Dreams, When Betty Bets y Patsy's Partner, no volviendo después a actuar en el cine.
Varias de sus grabaciones (monólogos), realizadas entre 1916 y 1924, se encuentran en el Library of Congress' National Jukebox. Entre ellas figuran "Washing baby" (1921), "The symphony concert" (1923) y "At the theatre" (1924). 

### Vida personal
Cahill se casó con Daniel V. Arthur el 18 de junio de 1903, permaneciendo la pareja unida hasta la muerte de la artista, ocurrida en Nueva York el 23 de agosto de 1933. Fue enterrada en el Cementerio Holy Cross, en Brooklyn. Daniel V. Arthur sobrevivió a su esposa seis años, falleciendo el 6 de diciembre de 1939.

## Teatro
- The New Yorkers (Broadway, 8 de diciembre de 1930)

## Filmografía completa
- Judy Forgot, de T. Hayes Hunter – actriz (1915)
- Gladys' Day Dreams - actriz (1917)
- When Betty Bets - actriz y productora (1917)
- Patsy's Partner - actriz (1917)